# Giovanna Mezzogiorno

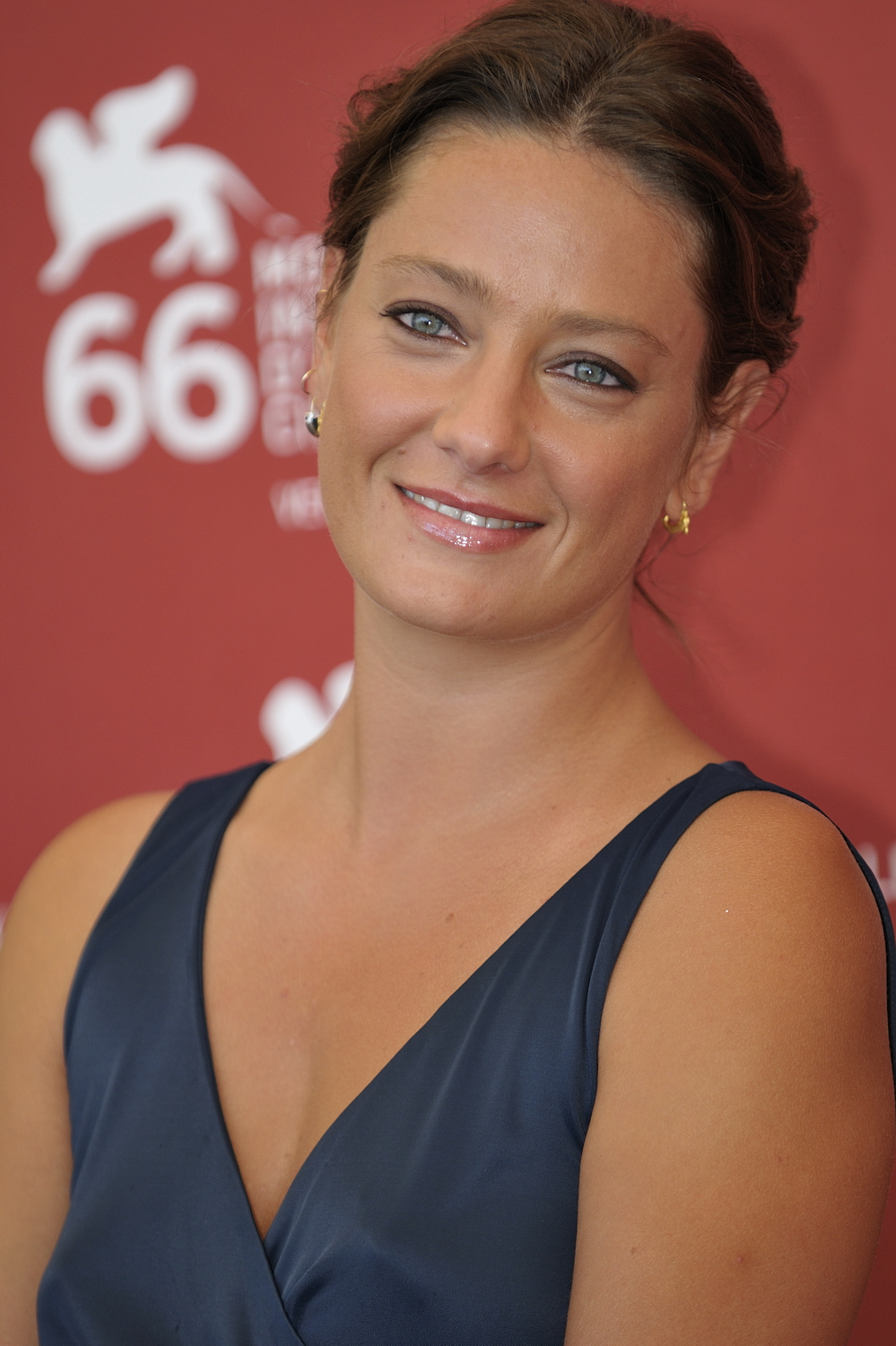
Giovanna Mezoogirono op het Fimfestival te Venetië, 2009 (66° Mostra internazionale del cinema di Venezia)

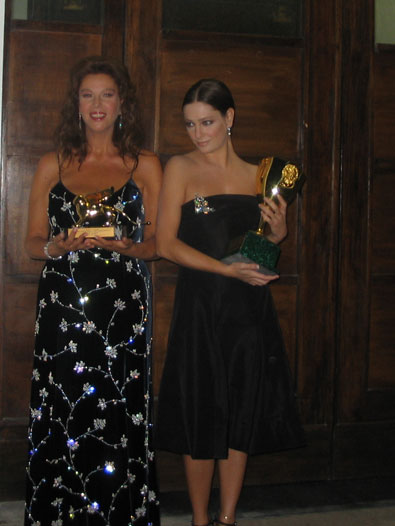
Giovanna Mezzogiorno (rechts) met de Coppa Volpi voor beste actrice. Links de Italiaanse actrice Stefania Sandrelli, 2005

Giovanna Mezzogiorno (Rome, 9 november 1974) is een Italiaans film- en toneelactrice.
Als dochter van de acteurs Vittorio Mezzogiorno en Cecilia Sacchi groeide zij van kinds af aan met de showbusiness op. Haar acteeropleiding volgde ze in Parijs op het Centre International de Créations Théatrales van Peter Brook, een van de belangrijkste hedendaagse toneelregisseurs.
Haar carrière begon in 1995, toen ze de rol van Ofelia kreeg in Qui est là, een theaterstuk van Brook gebaseerd op Shakespeares Hamlet. Haar filmdebuut volgde in 1997, in Il viaggio della sposa van regisseur Sergio Rubini, waarvoor ze de Premio Flaiano ontving voor beste vrouwelijke vertolker. Na te hebben meegespeeld in Del perduto amor van Michele Placido werkte Giovanna Mezzogiorno in 2000 in een internationale productie aan de zijde van Gérard Depardieu en John Malkovich, in een bijrol in Les Misérables. In 2001 was ze ook te zien in L'ultimo bacio, waarvoor ze een nominatie ontving voor een David di Donatello, een prijs van de Italiaanse filmacademie. In laatstgenoemde film speelde zij samen met Stefano Accorsi, met wie zij enige tijd een relatie had.
In Il più crudele dei giorni uit 2002 speelde zij de Italiaanse journaliste Ilaria Alpi, die onder mysterieuze omstandigheden in Somalië werd vermoord.
In 2003 ontving Giovanna Mezzogiorno voor haar rol in La finestra di fronte een David Di Donatello voor beste vrouwelijke hoofdrol. Tevens werd ze bedeeld met de prijs voor beste actrice van de Italiaanse filmkritiek en ontving ze de prijs voor beste vrouwelijke hoofdrol op het filmfestival van Karlovy Vary. Met de Coppa Volpi voor haar rol van Sabina in La bestia nel cuore van Cristina Comencini, ontvangen op het Filmfestival van Venetië in 2005 kon zij nog een internationale prijs toevoegen aan haar erelijst.